# 梨园屯镇
梨园屯镇，是中华人民共和国河北省邢台市威县下辖的一个乡镇级行政单位。

## 行政区划
梨园屯镇下辖以下地区：
小里固村、东赵村、西王曲村、南王曲村、祝家屯村、赵家营村、东王曲村、翟家庄村、王世公村、小王曲村、陈固村、红桃园村、干集西街村、干集西北街村、干集孙街村、干集朱街村、干集东街村、干集东北街村、西河口村、杏园屯村、南梁庄村、西小庄村和梨园屯村。